# Iglesia de Santa María de Nazareth (Venecia)
La Iglesia de Santa María de Nazareth o Iglesia de los Descalzos (Chiesa di Santa Maria di Nazareth o Chiesa degli Scalzi en italiano) es una iglesia de la ciudad de Venecia (Véneto, Italia), de principios del siglo XVIII, obra de Baldassare Longhena, situada en el sestiere del Cannaregio, en las proximidades de la estación de Venecia Santa Lucia.

## Descripción
La iglesia debe su nombre a la Orden de los Carmelitas Descalzos radicados en Venecia. El edificio consta de una única nave y cuenta con dos capillas laterales. Fue consagrada en 1705 y posteriormente restaurada entre 1853 y 1862. Es monumento nacional italiano. La fachada es una de las más suntuosas del Barroco veneciano, con numerosas estatuas en hornacinas y abigarrada decoración que recubre los elementos arquitectónicos. Su grandiosidad queda amplificada por su excelente ubicación, mirando hacia el Gran Canal y en una zona de amplios muelles (fondamenta).
El Transporte de la Santa Casa de Loreto, un fresco de Giambattista Tiepolo de 1743, fue destruido durante un bombardeo austriaco el 24 de octubre de 1915. Fue en un intento de reparar este daño, que, en el período 1929-1933, el pintor Ettore Tito creó dos obras para la iglesia: un lienzo de 100 metros cuadrados, y un fresco de 400 metros cuadrados. Algunos fragmentos de la obra de Tiepolo y otros restos del techo se conservan hoy en las Galería de la Academia, donde también se conserva uno de los dos bocetos (óleo sobre lienzo) pintados por Tiepolo como modelos preparatorios para el gran fresco perdido. Existe una fotografía del techo de James Anderson, una copia de Mariano Fortuny en el Museo Correr y, desde mayo de 2020, un dibujo de formato 103 x 70 cm realizado por Olivier Maceratesi.

## Obras del interior
- Giovanni Battista Tiepolo, Cristo nell'orto degli Ulivi (1732)
- Giovanni Battista Tiepolo, Apoteosi di Santa Teresa (1725)
- Heinrich Meyring, Santa Teresa in estasi (1697)

## Galería

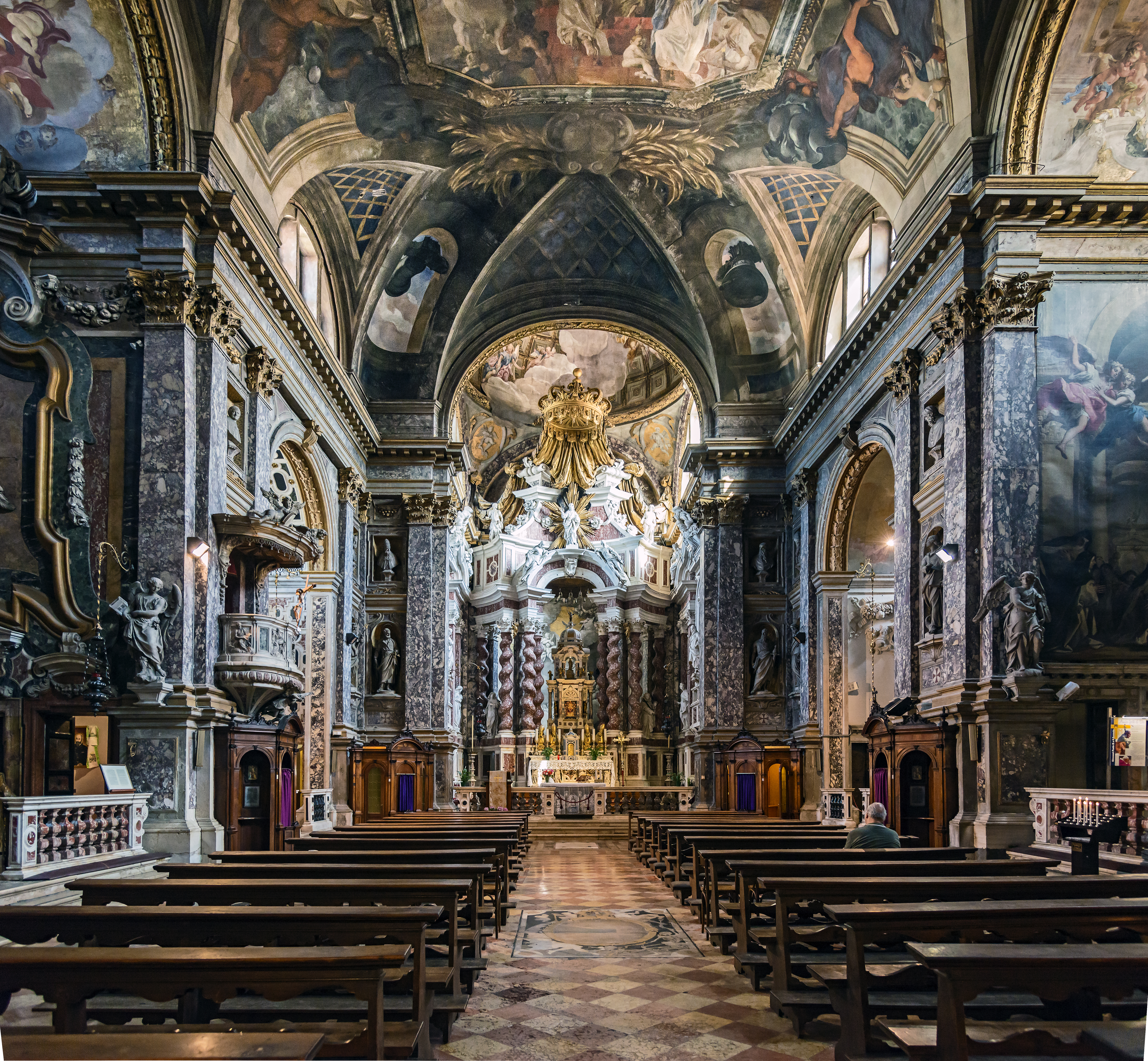
Altar de la iglesia.
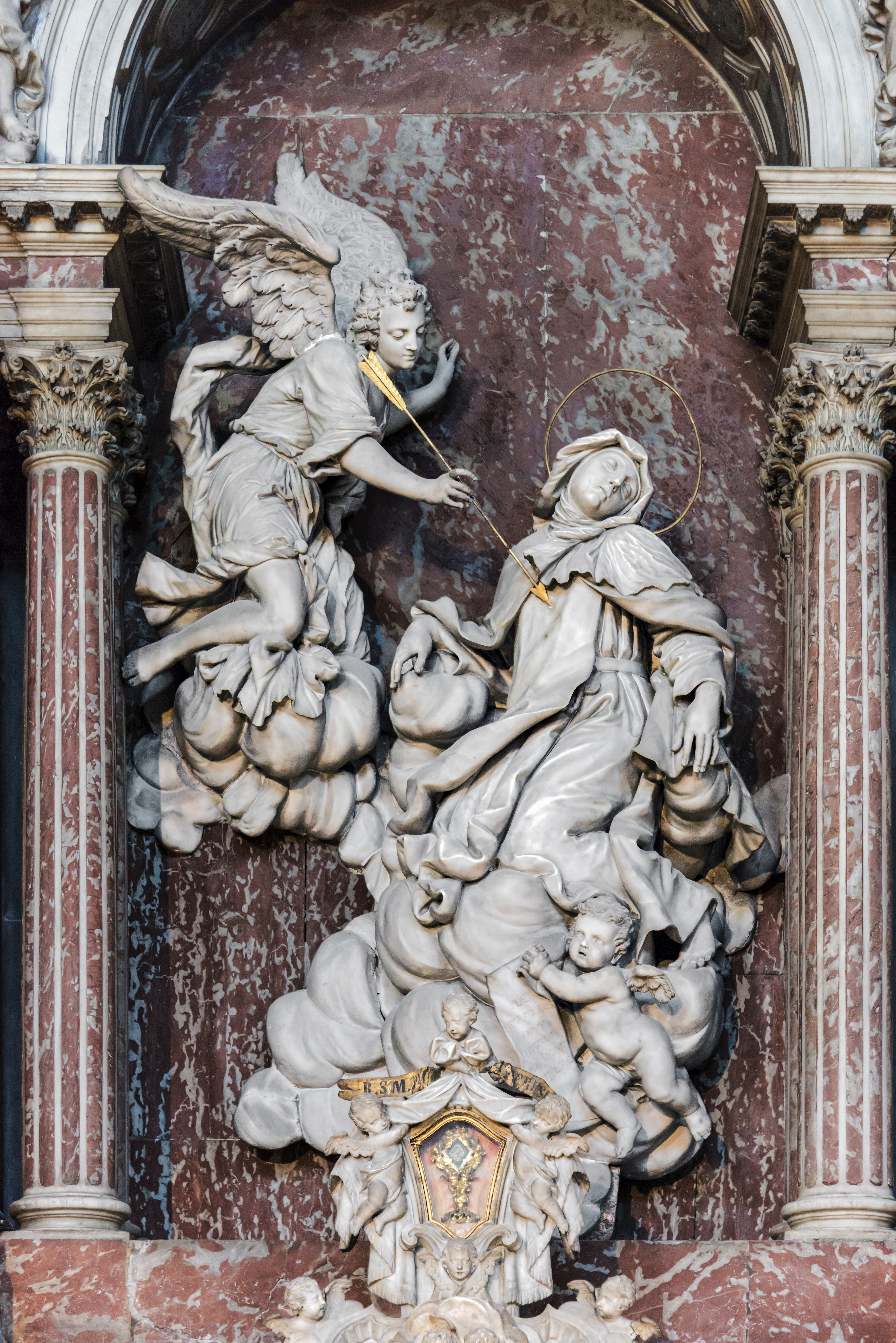
Heinrich Meyring.